# 가스바겐

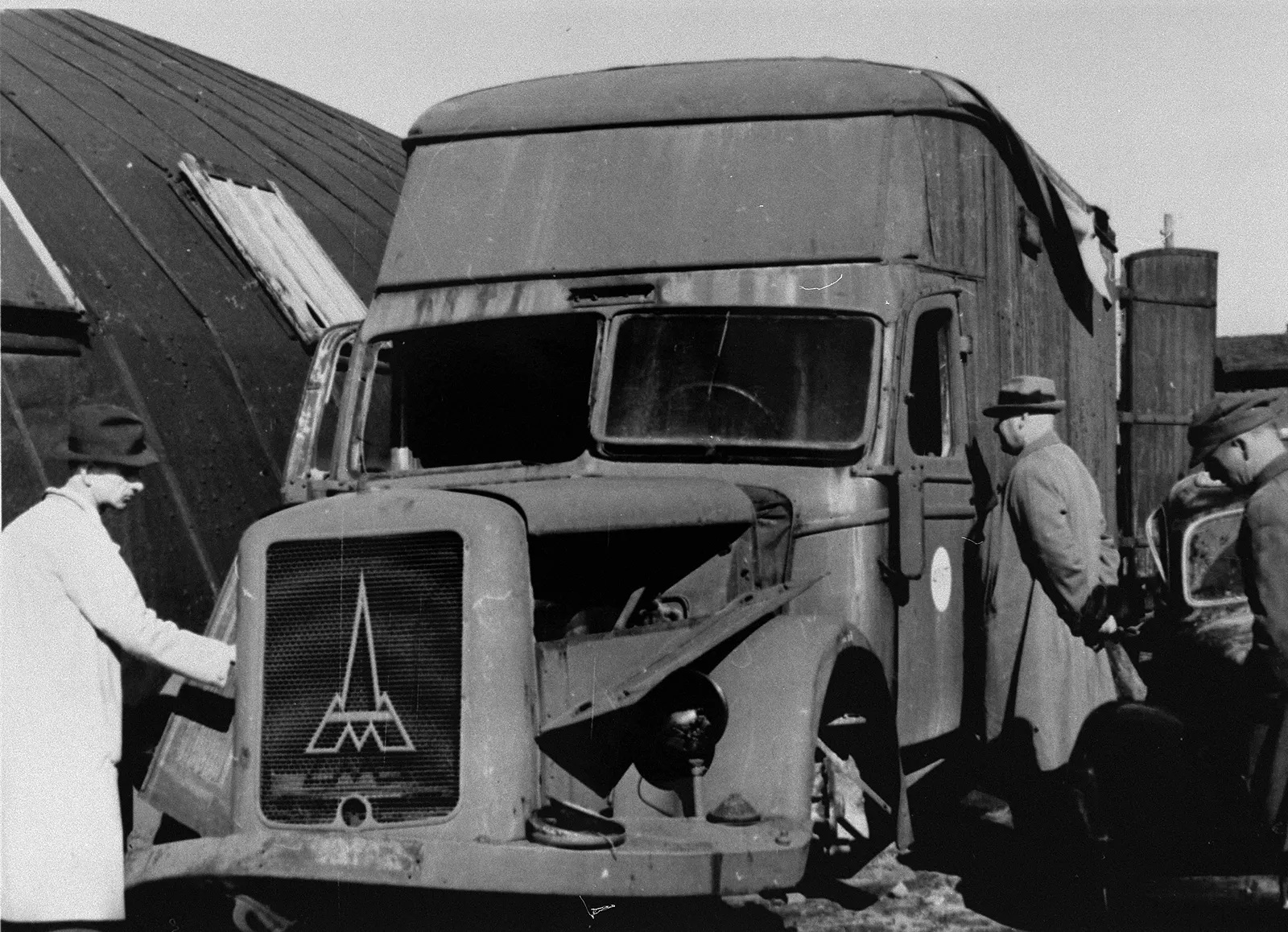
헤움노 절멸 수용소에 설치된 가스 학살용 트럭

가스바겐(독일어: Gaswagen)은 나치 독일이 여자와 어린이 등을 학살하기 위해 개발한 가스 트럭으로, 이 트럭 역시 "유대인 문제의 최종 해결" 방안 중 하나로 고안된 것이다. 이 트럭을 운용한 부대는 SS특별임무부대 예하의 S수송대라 불렸다. 이 트럭은 1942년의 몇 개월간 운용되었지만, 사후 처리의 불결함때문에 SS특별임무부대의 불만을 사서 폐지되었다. 그러나 그 임무는 아우슈비츠 강제수용소에서 치클론B를 이용한 방식으로 "발전"되었을 뿐이었다. 사용한 가스는 차량 배기가스의 일산화탄소였고, 우크라이나, 체코슬로바키아, 폴란드 등에서도 이용되었다.

## 배경
1942년 8월말, 소련을 시찰하던 중에 민스크를 방문한 하인리히 힘러는 때마침 행해지던 SS의 죄수 처형 장면을 보게 되었다. 작업 중이던 이 부대는 총살 후 아직 살아있는 사람들도 그대로 매장해버리곤 했고, 민스크에서도 마찬가지였다. 시찰 도중 여자들이 알몸으로 몸을 꼬고 비명을 지르며 쓰러지는 모습을 본 힘러는 그대로 실신해 버렸고, 베를린으로 돌아온 뒤 여자와 아이에게는 총살을 하지 말라는 지시를 내렸다. 하지만 이 지시는 그들을 살려주라는 것이 아니었다. 총살 외에 다른 방법으로 죽이라는 지시였다. 일단 기혼자인 SS대원들은 여자와 아이를 총살하는 임무에서는 해제되었다.
SS 소속 기술자인 베커 박사가 가스바겐을 사용한 것은 총살 외에 여자와 아이들을 죽이려는 다른 방법을 찾던 중에 개발한 것이다.

## 구조
외관은 일반 트럭과 같다. 나중에는 위장용으로 가짜 창문을 달기도 했지만 화물칸은 완전 밀폐되었으며, 배기가스가 완전 밀페된 화물칸으로 유입되도록 설계되어 있다. 살인용 가스의 주 성분은 차량의 엔진에서 생성되는 일산화탄소다.
SS특별임무부대 D의 지휘관이었던 오토 올렌도르프는 나중에 "이 트럭의 진짜 용도는 겉으로 봐선 모른다. 창문 없는 트럭을 닮아서 엔진이 움직이기 시작하면 가스가 차내에서 조종되어 탑승한 인간을 10분 ~ 15분 내에 죽이도록 만들어져 있다. 처형이 결정된 희생자는 차에 실려 집단 처형에 사용되는 매장지로 향한다. 가는 도중의 시간은 안에 있는 인간이 죽는데 충분하다"고 했다.
각 트럭은 크기에 따라 다르지만 대략 두 가지 형태로 나누어 15명 ~ 25명 정도를 태웠다. 가장 큰 트럭은 길이 5.8미터, 작은 트럭은 4.5미터 이상이었다. 크고 작은 트럭 모두 폭이 약 2.5미터에 높이 1.7미터이다. 대상자는 여자와 아이들이었고, 이들에게는 다른 장소로 이동하는 것이라고 설명했다.

## 배치
1942년 봄에 전투부대용 장비로 위장하여 배치된 것이 최초이며, 운용은 국가보안본부 소속 자동차 수송대에서 맡았다. 지휘관은 발터 라우프(Walter Rauf) SS중령이었다. 그가 1942년 3월 26일 자로 베를린으로 보낸 편지가 있는데, 이 편지에서 라우프 SS중령은 마우타우젠 강제수용소 용으로 가스바겐이 필요하다고 쓰고 있다. 나치는 1941년 12월 8일 헤움노 절멸 수용소에서 처음으로 이 가스 차량을 가동했다.

## 운용과 문제점
운용은 간단했다. 밀폐된 공간에 희생자들을 태우고 그저 달리면 되었다. 안에 탄 사람들은 가스에 질식되어 천천히 죽어갔다. 그러나 문제는 사체 처리였다. 운전기사와 SS특별임무부대원들은 트럭이 도착한 후 문을 열때 나오는 가스 등의 여파로 심한 두통을 호소했다. 그리고 트럭 내부가 심각하게 불결하다고 불평을 토로했다. 그들에게는 사람이 죽었다는 것보다는 그들이 죽어가면서 뱉어낸 온갖 오물을 참을 수 없어했던 것이다.

## 결과
발터 라우프 SS중령의 기록에 따르면 가스바겐의 희생자는 약 97,000여명에 달한다. 그러나 1942년 몇 달동안 운용된 이 트럭은 결국 그 불결함때문에 폐지되고 총살 및 교수형이 다시 부활했고, 한편으로는 치클론B로 강제수용소에서 대량으로 처리하는 방법이 개발되었던 것이다.
이 트럭의 존재는 계속 비밀에 붙여졌지만, 뉘른베르크 전범 재판 과정에서 관련된 문서가 발견되어 그 존재가 분명해졌다.

## 참고 문헌
- 독재자와 비밀경찰 (게시타포 광기의 역사, 나치스에 있어서의 인간연구), 작크 드라류 저, 서석연 역, 도서출판 가야, 서울, 1987년)